# Kazuhiko Ikematsu
Kazuhiko Ikematsu –en japonés: 池松和彦, Ikematsu Kazuhiko– (Chikuzen, 26 de diciembre de 1979) es un deportista japonés que compitió en lucha libre.
Ganó una medalla de bronce en el Campeonato Mundial de Lucha de 2003 y cuatro medallas en el Campeonato Asiático de Lucha entre los años 2003 y 2008.
Participó en dos Juegos Olímpicos de Verano, ocupando el quinto lugar en Atenas 2004 y el decimotercero en Pekín 2008.

## Palmarés internacional
| Campeonato Mundial  | Campeonato Mundial          | Campeonato Mundial | Campeonato Mundial |
| Año                 | Lugar                       | Medalla            | Categoría          |
| ------------------- | --------------------------- | ------------------ | ------------------ |
| 2003                | Nueva York (Estados Unidos) | Medalla de bronce  | 66 kg              |
| Campeonato Asiático |                             |                    |                    |
| Año                 | Lugar                       | Medalla            | Categoría          |
| 2003                | Nueva Delhi (India)         | Medalla de plata   | 66 kg              |
| 2004                | Teherán (Irán)              | Medalla de oro     | 66 kg              |
| 2005                | Wuhan (China)               | Medalla de bronce  | 66 kg              |
| 2008                | Jeju (Corea del Sur)        | Medalla de bronce  | 66 kg              |